# Kwalificatietoernooi (schaken)
Een kwalificatietoernooi is een schaaktoernooi dat voorafgaat aan de indeling van een speler in een bepaalde groep, de kwalificatiegroep.
Beroemd zijn de interzonale kwalificatietoernooien, die de FIDE vroeger organiseerde om te bepalen welke spelers zich plaatsten voor de kandidatenmatches, waarvan de uiteindelijke winnaar het recht had de wereldkampioen uit te dagen.
Bij veel toernooien is het gebruikelijk dat men zich via een kwalificatietoernooi kan plaatsen voor het echte kampioenschap. Een voorbeeld is het correspondentieschaak, waar een viertal groepen bestaat van sterke tot minder sterke spelers. De zwakke spelers worden in een open groep ingedeeld en als ze die met succes doorlopen, promoveren ze naar de hoofdklasse. De speler die van deze groep als nummer één eindigt, komt in de meesterklasse terecht en de winnaar daarvan heeft recht op een plaats in de kampioensgroep.